# Богдановка (Ишимбайский район)
Богдановка — деревня в Ишимбайском районе Республики Башкортостан Российской Федерации. Входит в состав Урман-Бишкадакского сельсовета.

## География

### Географическое положение
Располагается на автодороге Ишимбай — Петровское.

## История
Деревню основали белорусы из Могилёвской губернии в начале XX века. Они позднее переселились в деревню Козловский.
Известно, что белоруска Яцкевич Анастасия Н. 1910 года рождения, проживала в Башкирская АССР, Ишимбайский р-н, Богдановка. Она была в 1931 г. раскулачена.

## Население
| 2002 | 2009 | 2010 |
| ---- | ---- | ---- |
| 0    | ↗1   | ↗6   |